# Zemljopis Surinama
Surinam se nalazi u sjevernom dijelu Južne Amerike. Graniči s Francuskom Gvajanom na istoku, Gvajanom na zapadu i Brazilom na jugu, dok je na sjeveru Atlantski ocean. Nakon Gvajane najmanja je država Južne Amerike, oko 96 % zemlje je prekriveno šumom.

## Položaj

### Površina
- Ukupno: 163.820 km²
  - Kopno: 156.000 km²
  - Voda: 7.820 km²

### Granice
- Ukupno: 1.703 km  
  - Brazil - 593 km
  - Francuska Gvajana - 510 km
  - Gvajana - 600 km

## Teren
Najveći dio zemlje se sastoji od brežuljaka, ali postoji i uska obalna ravnica prekrivena močvarama.
- Visinska razlika:
  - Najniža točka: neimenovano mjesto u obalnoj ravnici 2 metra ispod razine mora.
  - Najviša točka: Juliana Top - 1230 metara.
- Prirodna bogatstva:
  - drvo, hidroenergija, riba, kaolinit, škampi, boksit i zlato. Male količine nikla, bakra, platine i željezne rude.
- Voda.
  - Zemlja ima jedano veliko umjetno jezero Brokopondo. Nekoliko rijeka teče kroz državu, uključujući i rijeke Surinam, Nickerie i Maroni.
- Korištenje zemljišta prema procjeni iz 2005. godine:
  - Oranice: 0,36 %
  - Trajni nasadi: 0,06 %
  - Ostalo: 99,58 %
- Navodnjavano zemljište: 
  - 510 km² (2003.)